# 신현철 (1955년)
신현철은 대한민국의 소방공무원 준정부기관 기관장이다. 1974년 경북대학교에 입학하였고 대한민국 육군 헌병으로 전역하였다. 제3기 소방간부후보생으로 임관하여 중앙소방학교 교학과장, 서울소방학교장, 대전소방본부장, 소방방재청 소방정책국장, 부산소방본부장을 거쳤다. 2011년 제12대 한국소방안전협회 회장으로 취임하였다.

## 경력
- 1983.2 ~ : 소방위 임용(소방간부후보 3기)
- 1992.5 ~ : 경북소방본부 교육·감찰계장 소방령
- 1995.5 ~ : 중앙소방학교 교학과장 소방정
- 1998 ~ 2001 : 경북 영천소방서 서장 소방정
- 2001 ~ : 경북소방본부 소방행정과 과장 소방정
- 2001 ~ : 소방방재청 중앙소방학교 교학과 과장 소방정
- 2004.7 ~ 2005.1 : 소방방재청 서울소방학교 교장 소방준감
- 2005.1 ~ 2005.8 : 소방방재청 대응관리국 구조구급과 과장
- 2005.9 ~ 2006.4 : 소방방재청 구조구급팀 팀장
- 2006.4 ~ 2008.9 : 소방방재청 대전시 소방본부 본부장
- 2008.9 ~ 2009.1 : 소방방재청 소방행정과 과장
- 2009.1 ~ 2009.11 : 소방방재청 소방정책국 국장 소방감
- 2009.11 ~ 2011.8 : 소방방재청 부산시소방본부 본부장
- 2011 ~ 2015.5 : 한국소방안전협회 제12대 회장